# Cristòfol de Virués
Cristòfol de Virués (València, 1550 - València, 1614) va ser un dramaturg i poeta èpic valencià. És considerat un dels més destacats del grup de literats valencians que s'associa amb el Segle d'or espanyol.

## Biografia
Pertanyia a una distingida família. Son pare, Alonso de Virués, procedia de Medina de Rioseco, era metge i va ser amic de l'humanista Joan Lluís Vives. Els seus germans van ser personatges rellevants de la vida intel·lectual valenciana: Jerònima va ser una experta llatinista; Francesc fou poeta i doctor en teologia; i Jeroni, metge i poeta, va pertànyer a l'Acadèmia dels Nocturns. El mateix Cristòfol de Virués va ser apreciat no només a València, sinó també per alguns dels seus contemporanis de la Cort, com ara Miguel de Cervantes —qui va elogiar la seua virtut al Canto de Calíope de La Galatea i va lloar el seu poema èpic El Monserrate en l'escrutini de la biblioteca de Don Quixot— Agustín de Rojas, a la seua Loa de la comedia o Lope de Vega, amb qui es va relacionar en el període en què va romandre desterrat a València i qui el va lloar al seu Arte nuevo de hacer comedias i a El laurel de Apolo.
Virués va seguir la carrera militar, lluità en la batalla de Lepant i a Milà i es va retirar amb el grau de capità a la seua ciutat natal l'any 1586. El primer fruit d'aquest retir va ser el poèma èpic en vuitenes reials El Monserrate (Madrid, 1587, reimprès a la mateixa ciutat l'any 1588 i el 1601). Durant una curta estada a Itàlia va compondre i va publicar una segona part, El Monserrate segundo (Milà, 1602). Aquest poema conté un militant contingut antireformista i narra la llegenda de l'ermità Juan Garín, complicat amb viatges i altres materials. Les Obras trágicas y líricas del capitán Cristóbal de Virués (Madrid, 1609) inclouen cinc tragèdies que van ser escrites entre 1570 i 1590 : La Gran Semíramis, La Cruel Casandra, Atila furioso, La Infelice Marcela i Elisa Dido. D'entre totes elles, la darrera és considerada la millor, tot i que també la menys innovadora, dins de les regles de les tres unitats aristotèliques: consta de cinc actes i cor.

## Obra
Home d'armes i lletres, va celebrar en les seues obres alguns dels èxits bèl·lics de la corona espanyola, alhora que criticava la menyspreable actuació dels cortesans que, amb llurs intrigues palatines, sovint feien malbé els resultats de les empreses militars.
Cristòfol de Virués és, junt amb Jerónimo Bermúdez, el més important poeta tràgic de la generació neosenequista anterior a Lope de Vega i va ser un dels primers a combinar els preceptes clàssics amb la pràctica contemporània del seu temps. En la seua dramatúrgia es pren la llibertat d'emprar un llenguatge brutal i impactant, hi ha morts violentes i situacions truculentes.
Deixant de banda Elisa Dido, les altres quatre semblen més modernes, perquè si bé llurs intrigues poden considerar-se dins de la tradició de la tragèdia neosenequista romana, posseeixen un altre estil i forma: amb tres actes, pròlegs, epílegs, i sense cors. La gran Semíramis trenca la unitat de temps (transcorre durant 22 anys) i és un drama sobre l'ambició i la passió; el tema inspirarà posteriorment a Pedro Calderón de la Barca La hija del aire. En aquesta obra empra la innovadora estructura en tres actes, de la qual Lope de Vega va atorgar-li la invenció amb les paraules «El capitán Virués, de insigne ingenio / Puso en tres actos la comedia, que antes / Andaba en cuatro como pies de niño», tot i que és cert que ja hi havia un precedent de Francisco de Avendaño, de l'any 1553. La cruel Casandra tracta sobre una dona cruel en el Regne de Lleó, però la trama és incoherent, les passions exagerades i tots els personatges són eliminats. Atila furioso és un drama d'angoixa mental i de gran vessament de sang i patiment. La infelice Marcela és un drama d'honor basat en l'Orlando furioso de Ludovico Ariosto; en aquesta obra es trenca el decòrum de la tragèdia clàssica, tot barrejant-hi personatges nobles i plebeus; a més, empra per primera vegada el romanç.

### Altres obres
- El Monserrate, Querino Gerardo, Madrid, 1587
- El Monserrate segundo, Grattiadio Ferioli, Milano, 1602
- El Monserrate, tercera impressión añadida y notablemente mejorada, Alonso Martin, Madrid, 1609
- Obras trágicas y liricas del Capitán Cristóval de Virués, Alonso Martin, Madrid, 1609